# Parc national de Naracoorte Caves

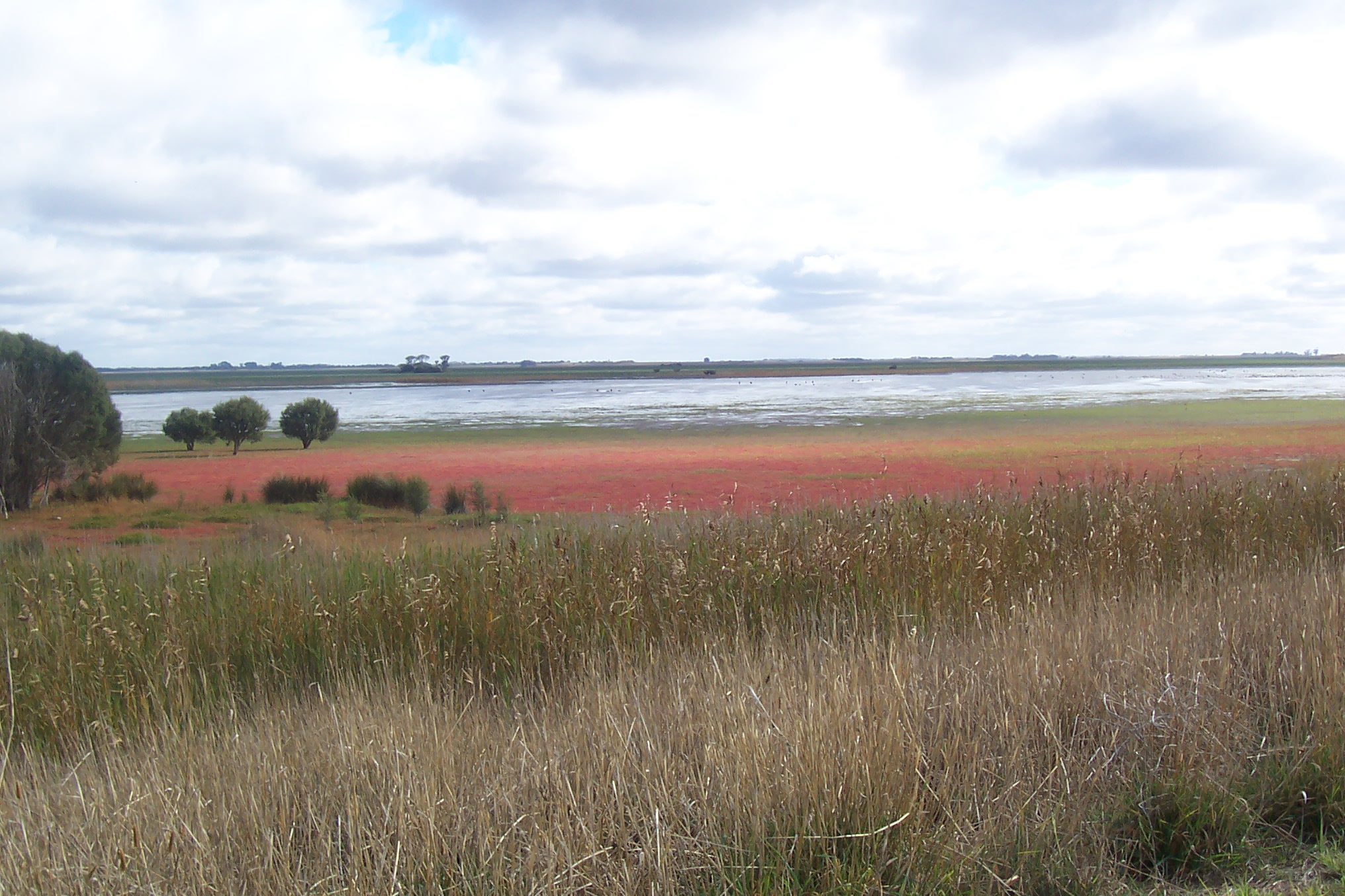
La lagune Bool, près des cavernes

Le parc national de Naracoorte Caves est situé près de Naracoorte, sur la « côte calcaire », une région touristique située au sud-est de l'Australie-Méridionale (Australie). C'est un important site paléontologique inscrit sur la liste du patrimoine mondial de l'UNESCO depuis 1994 en même temps que Riversleigh.
Le parc assure la préservation de 6 km² du paysage ainsi que de 26 grottes situées dans la zone de 3,05 km² protégée par l'UNESCO.
C'est un site très visité : une des attractions les plus populaires est la caverne des chauves-souris (« Bat Cave ») où vivent des milliers de chauves-souris.
Le calcaire du sous-sol de ce secteur a été formé il y a environ 200 millions d'années, et il y a encore 20 millions d'années la mer était présente. Depuis son retrait, l'eau pluviale a rongé le calcaire en créant les cavernes en question. Ces cavernes ne sont pas très profondes, mais leur voûte peut céder sous les pas de ceux qui marchent au-dessus. Cette particularité en a fait un important site de fossiles ; les animaux qui tombent dans ces trous ne pouvant pas s'échapper. La terre, apportée par les vents et autres mouvements de terrain, recouvre les fossiles, formant des empilements de couches de fossiles: un des sites comporte un tel empilement de 20 mètres de hauteur.

## Galerie

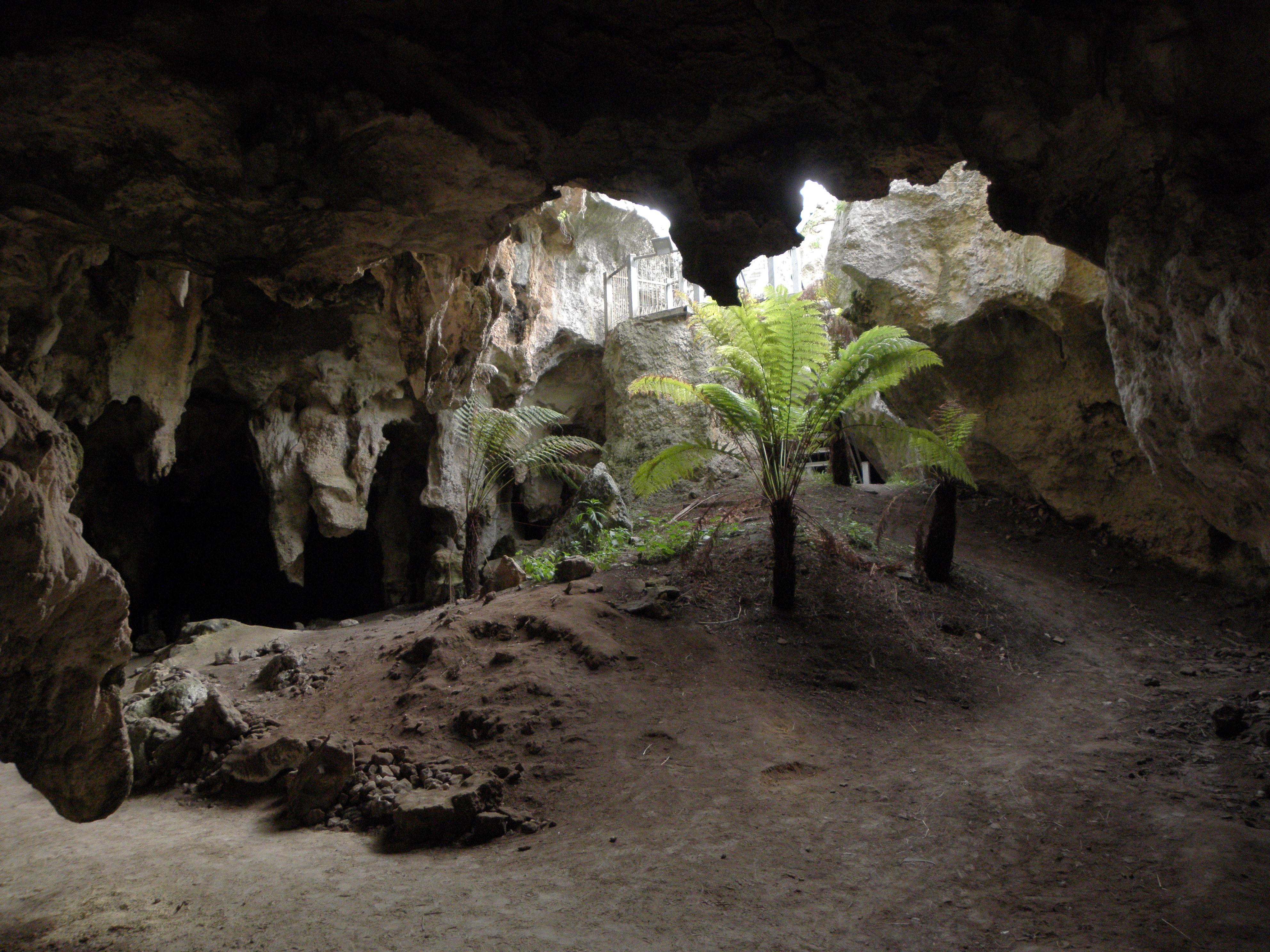
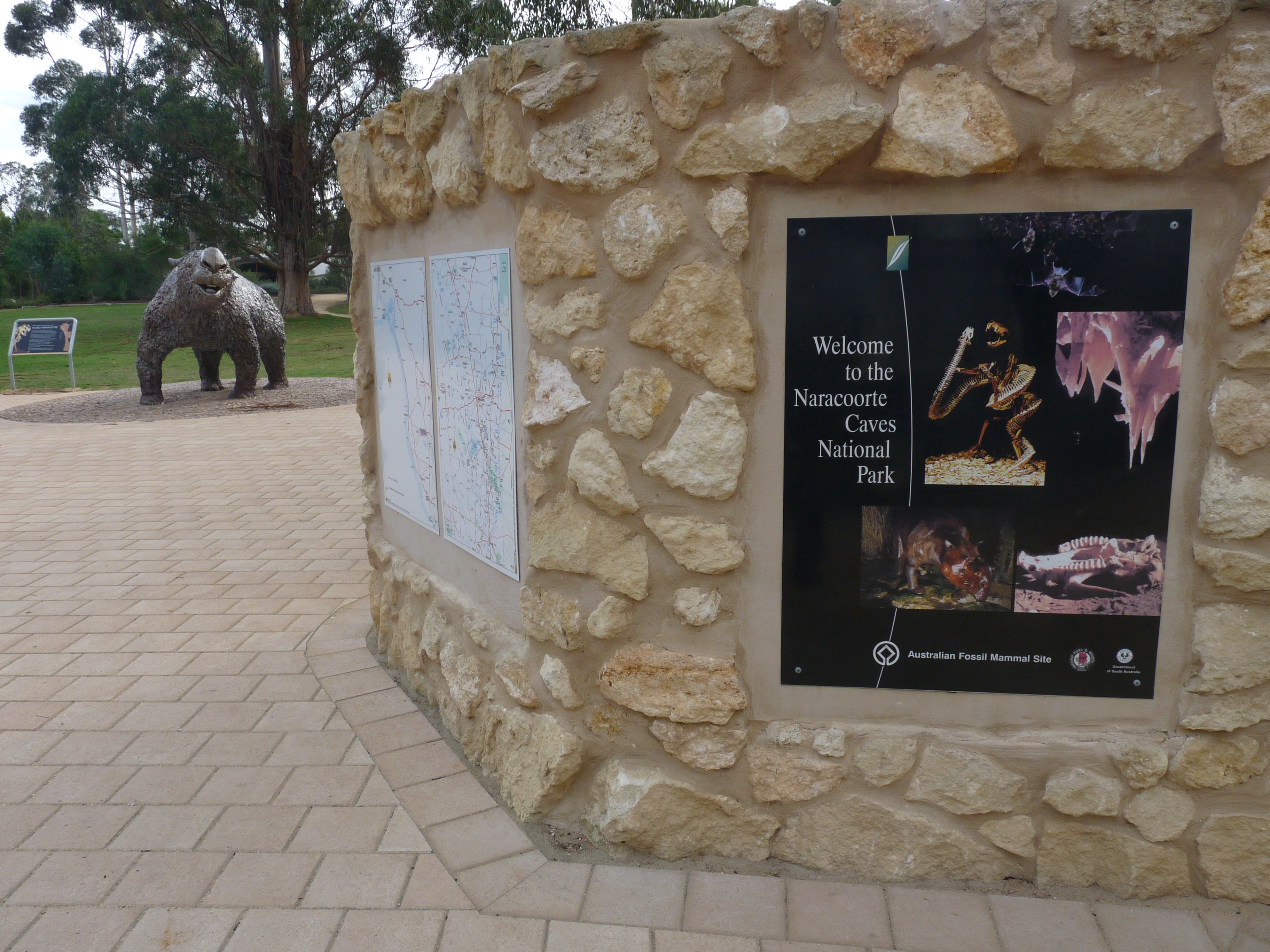